# Hélio Marques Pereira
Hélio Marques Pereira, plus connu sous le nom de Godinho, né le 27 juillet 1925, à Rio de Janeiro, au Brésil, est un ancien joueur brésilien de basket-ball.

## Palmarès
- Finaliste du championnat du monde 1954
- 3e des Jeux panaméricains de 1951